# エナポゥ
エナポゥ（10月3日 - ）は、日本のギタリスト、声優、イラストレーター。法政大学出身。

## 概要
ロリータ18号在籍時はエナゾウとして活動。ロリータ18号脱退後にエナポゥへ改名して活動中。
ギターはフライングVを愛用。
ボーカル＆ギターとしてPONI-CAMP（Ba.レイ、Dr.ナカジマノブ）を結成。自主カセットテープ作成やLOFT RECORDS/TIGER HOLE CHOICEからCDリリース。ナカジマノブ主催の「ナカジマノブ博」に参加。モリソン商会とタッグを組んで「Invasion of PUNK MAGAZINE」と銘打ちNY「PUNK MAGAZINE」の編集長ジョン・ホルムストロムの来日記念、RAMONESやSEX PISTOLES等々を撮影した写真家ロベルタ・ベイリーの来日記念ライブを開催。NYの老舗ライブハウスCBGBの立ち退き反対運動「save CBGB」に参加。
小日向しえとnelca（Gt.エナポゥ、Ba/Vo.小日向しえ、Dr.北野愛子）を結成。自主CDをリリース。
PUFFYのサポートメンバー。NYの感謝祭パレードのステージにも立つ。
SNUFFやTOY DOLLSのダンカン・レッドモンズのバンド、DUNCAN'S DIVASのギタリストでもある。
エナポゥとレイ名義でNHK Eテレのアニメ・ズモモとヌペペのテーマソングを提供した。
千秋とJUN SKY WALKER(S)の小林雅之、PONI-CAMPのレイ、RUDE BONESのSHIO40とプライベートバンド・BANANA TRAPでライブを行う。
ミュージシャン以外にも活動の幅を広げ、氣志團のインストアライブ（タワーレコード新宿店）のMC。くりぃむしちゅー（くりぃむしちゅー LIVE 海砂利水魚）、まちゃまちゃの単独ライブにゲスト出演。
声優では、NHK Eテレ、TX系等のTVアニメへの出演が多く、人間以外の役も多い。
TVのナレーション、VJ、ラジオではInterFMでのレギュラー出演。雑誌（イブニング、まんがタイム ラブリー等）ではイラスト、4コマまんが等の連載。赤塚不二夫原作の「たまねぎたまちゃん」をフジオプロと合作で絵本『たまねぎたまちゃんのやさいもぐもぐいちねんかん』を出版した。
趣味は、まんが収集、家庭菜園、動物飼育、麻雀、占い等々。占いでは、雑誌でペナルティやレイザーラモン等に姓名判断を交え対談も行っている。麻雀では、浜口乃理子の漫画に度々登場。他にも「トイガン文化を守る会」の中嶋博行とwebで対談。

## 出演

### テレビアニメ
- プリティーリズム・レインボーライブ（ラブリン、エスニ、ピコック）
- がんばれ！おでんくん（つみれちゃん、ペロ）
- ズモモとヌペペ（セバスチャン・Jr、テーマソング「New world」）
- ナンダカベロニカ（ケイコのママ[1]）
- おでんくん（つみれちゃん、ペロ、ナレーション）
- BECK（ペイジ、カヨ）
- 魔法遣いに大切なこと 〜夏のソラ〜（堤麻子）
- ユメミル、アニメ onちゃん（なぞなモシー、キャタゴン）
- ユメミル、アニメ onちゃん シーズン2（なぞなモシー、キャタゴン）
- パラダイスキス（保健の先生）
- こどもにんぎょう劇場「海底二万里」、「続・海底二万里」（エナ、ドードー鳥）
- 三茶ブルース（女子高生）
- End of the world（ロボット）

### CM
- ネクソン「メイプルストーリー」（ナレーション、メイプルきのこ）
- メリアル・ジャパン「フロントラインプラス」（バーニーズマウンテンドッグ）
- Panasonic「ナノイー」（ココユキちゃん）

### ナレーション
- クヒオ大佐・DVD特典映像（ナレーション）
- おでんくん・DVD特典映像（ナレーション）
- JUICE TV（VJ、ナレーション）

### ラジオ
- InterFM「6時のヤツラ」
- InterFM「BAM!」

### ゲーム
- Activision（PlayStation 4、Xbox One）「Call of Duty: Infinite Warfare（コール オブ デューティ　イニフィニット・ウォーフェア）ゾンビーズ・イン・スペースランド」（サリー）
- セガ「ミブリー&テブリー」（てんぷら、女王）

## ディスコグラフィー

### nelca
- DEMO [デモCD]

### PONI-CAMP
- Lop-Eared POP STAR☆ [アルバム]
- ／(U.U)＼ [ミニアルバム]
- 3TRACKS TAPE [カセット]
- 3TRACKS TAPE 2 [カセット]
- DON'T PUNK OUT! E.P. [シングル]
- A Tribute To Snuff "YOWAVINALAAAAFINCHA" [V.A.]
- Jingle All the Way! [V.A.]
- HIGH-SPEED-FLOWER VOL.1 -The rising sun with which emotion begin to overflow- [V.A.]
- HISTOgRaphY -LOFT RECORDS 10th Aniv.Compilation- [V.A.]
- "COVER TO THE PEOPLE" LOFT RECORDS 10th Anniversary Cover Song Compilation [V.A.]

### DUNCAN'S DIVAS
- Up and at 'em [アルバム]

### おでんくんとエナポゥ
- テキワナタイン〜おでんくんテーマ曲〜 [シングル]
- SUPER★BEST TRANCE 7 [V.A.]

### LIFETIME Youth
- $ Million PUNK COVERS [アルバム]

### その他（ゲスト参加等）
- JUN SKY WALKER(S)「青春」（コーラス）
- V.A./A.I COMPANY〜Tribute to NEW ROTE'KA〜「東京花火」（ギター、w/PUFFY）
- V.A./LET'S GET TOGETHER - Tribute to THE RYDERS「KICK THE PAST」（Sun of a Beachのギター）
- DUMB「TRIBUTE to THE RAMONES」（コーラス）
- LINK「I Don't Mind」（ギター）
- DRADNATS「NEW UNSEEN TOMORROW」（コーラス）
- MUGWUMPS「AT POP SPEED」（コーラス）

## 連載
- 絵本『たまねぎたまちゃんのやさいもぐもぐいちねんかん』オークラ出版（エナポゥとフジオプロ）
- イラスト「エナポゥのヴィレヴァン迷宮大冒険」『THE VILLAGE VANGUARD』学研プラス
- イラスト『お金が貯まる家計の仕組み』日本文芸社
- 4コマ漫画「PONIPPO LOP! - ポニっぽ ロップ！」リリー・フランキー公式サイト"ロックンロールニュース"
- 4コマ漫画「パチスロとクローバー」『月刊パチンコ必勝ガイドpocket』白夜書房
- イラスト「日本全国パチンコ便り」『月刊パチンコ必勝ガイド』白夜書房
- イラスト「"ほんわら"コラスペ！」『本当にあった笑える話』ぶんか社
- イラスト＆コラム、4コマ漫画「カリポリはにぽ」『まんがタイムラブリー』芳文社
- 漫画「三十路はじめて☆物語」『meiren』祥伝社
- つぶやき『今日のつぶやき - リリー・フランキーとロックンロールニュース』宝島社
- イラスト＆占い「エナポゥのひょっとこ姓名判断」『お笑いスタイルLAUGH!』竹書房
- 漫画「エナポゥ日記」『イブニング』講談社

## エナゾウ 時代

### 概要
ロリータ18号のオリジナルメンバー。ギター＆コーラス、作曲を担当。BENTEN Labelからリリース。日本クラウン・Sister Recordsよりメジャーデビュー。ドイツのBMGからもメジャーリリースやイギリスのReceiverからもリリース。RAMONESのジョーイ・ラモーン、TOY DOLLSのオルガをプロデューサーに迎えてのリリースもある。日本全国はもとより数々の全米ツアー、ヨーロッパツアーを敢行。ジャケットやTシャツ等のアートワークも担当。雑誌（インディーズマガジンやBANDやろうぜ、オリコン等）ではイラスト、4コマまんが、コメンテーター等の連載。忌野清志郎からビデオレターで「エナゾウは声優もやりなさい」とメッセージを受け、小林治の監督アニメ作品で声優デビュー。TVやラジオ番組の出演も多数あり、TV番組ではロンドンブーツ1号2号やV6等とも共演。ラジオでは、CBCラジオや文化放送でのレギュラー出演。趣味の漫画収集では、雑誌に自宅部屋を披露し、漫画本やグッズの多さに「リトルまんだらけ」と称された。HUSKING BEEの磯辺正文・工藤哲也とスケートボードチーム・DENJIMENを組んでいた。

ギターはフライングVを愛用。SGを使用することも有り。

### ラジオ
- 文化放送「インディーズ大辞典」
- CBCラジオ「本気汁（まじる）」

### DVD
- 「DVD ROCK魂〜ロック＆お笑い編〜ニューロティカ＆東京ダイナマイト」（お笑いユニット「ハゲちょびん」w/ニューロティカ・アツシ）

### ディスコグラフィー

#### ロリータ18号（エナゾウ在籍時のリリース）
- カラテの先生 [アルバム]
- 姉さん裸走り [アルバム]
- 髭忍者 [アルバム]
- 父母ラブNY [アルバム] ※ジョーイ・ラモーン(ラモーンズ) プロデュース
- ヤリタミン [アルバム]
- TOY DOLL [アルバム] ※オルガ(トイドールズ) プロデュース
- LIVE 1995-1996 [アルバム]
- TOY DOLL TOUR 2000 [アルバム]
- 鳥人間 -Angel of The North- [アルバム] ※オルガ(トイドールズ) プロデュース
- THE GREAT ROCK'N'ROLL FESTIVAL!! [アルバム]
- 副隊長 [ミニアルバム]
- サルーン [シングル]
- ROCKAWAY BEACH [シングル]
- ロリータチャンネルTVショウ [DVD]
- ロリータ18号 ライブ列伝 [DVD]
- アメリカ珍道中 [VHSビデオ]
- アメリカ・ヨーロッパツアー副隊長2000!! [VHSビデオ]
- 10周年メモリアルビデオ大会 [VHSビデオ]

### 執筆（イラスト、漫画、etc…）
- 4コマ漫画「六九子の部屋」『オリコン・ウィーク The Ichiban』オリコン
- 4コマ漫画「コープとうきょう999」『Indies magazine』リットーミュージック